# Tarte

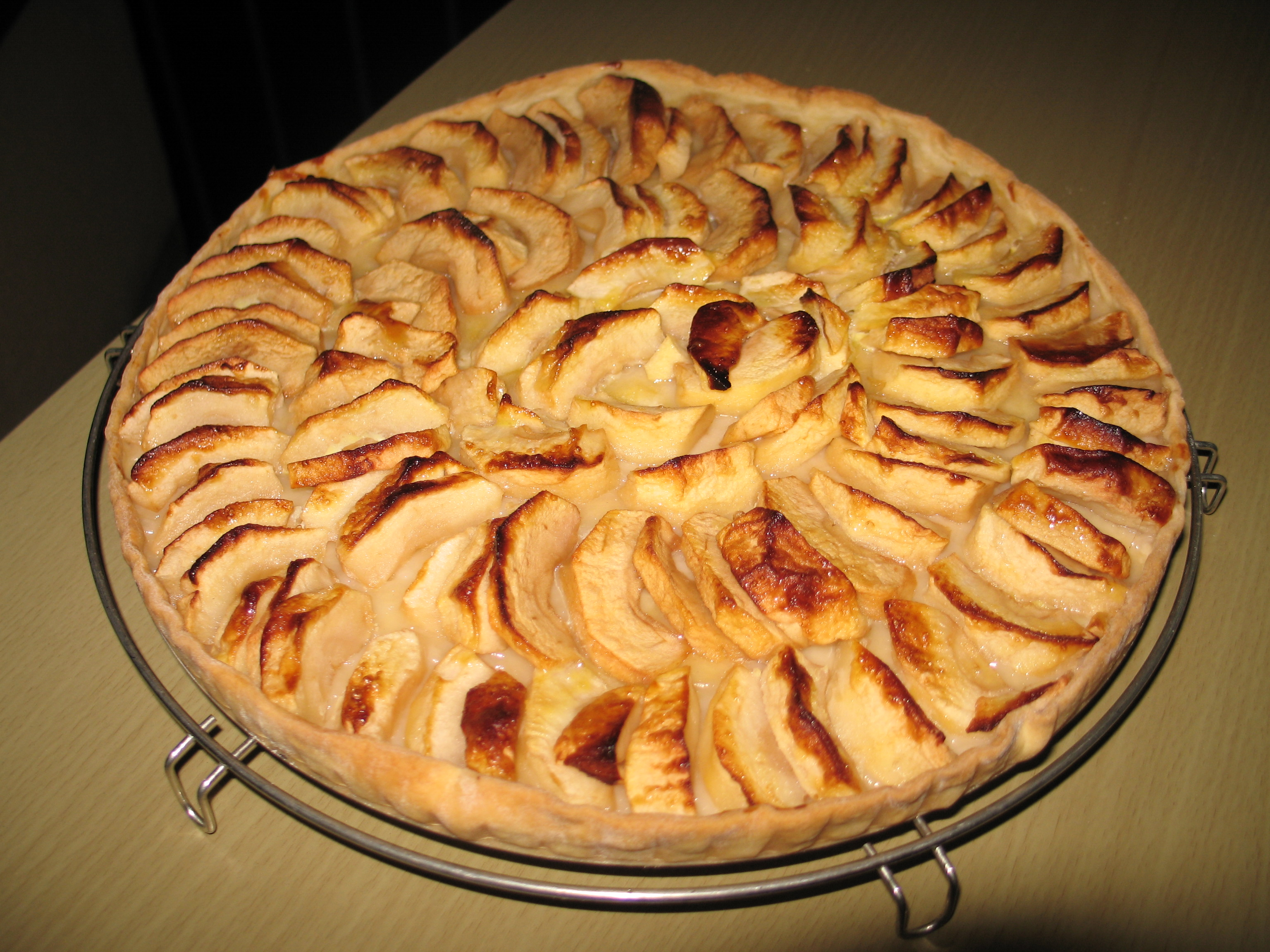
Tarte aux pommes

Tarte bezeichnet in der französischen Küche einen Kuchen aus einer speziellen Art von Mürbeteig, der in der Regel völlig ohne Zugabe von Salz oder Zucker, also geschmacksneutral, hergestellt wird. Er kann sowohl herzhaft als auch süß belegt sein. Er wird in speziellen flachen runden Backformen mit geriffeltem Rand, manchmal auch in einer Springform gebacken. Es gibt verschiedene würzige Varianten mit Gemüse, teilweise auch Fleisch oder Fisch, die in der Regel mit einer Sahne-Ei-Masse übergossen werden. Die herzhaften Tartes können eine Hauptmahlzeit sein.
Regional werden in Frankreich allerdings auch andere Arten von Kuchen oder Torten als Tarte bezeichnet, bis hin zur elsässischen „Tarte flambée“ mit Speck und Zwiebeln. Eine andere spezielle Variante ist die Quiche.
Einige Beispiele für Tartes:
- Tarte au fromage, mit Käse (Quiche in verschiedenen Variationen)
- Tarte flambée, Flammkuchen
- Tarte à l’oignon, Zwiebelkuchen
- Tarte Tatin oder Tarte du Chef, ein „kopfüber“ gebackener Apfelkuchen
- Maids of honour tart mit Mandeln
- sowie Tarte mit Äpfeln (Tarte aux pommes), Kirschen (Tarte aux cerises), oder Himbeeren (Tarte aux framboises)

In kleinen Tarte-Formen gebackene Küchlein nennt man Tartelettes.

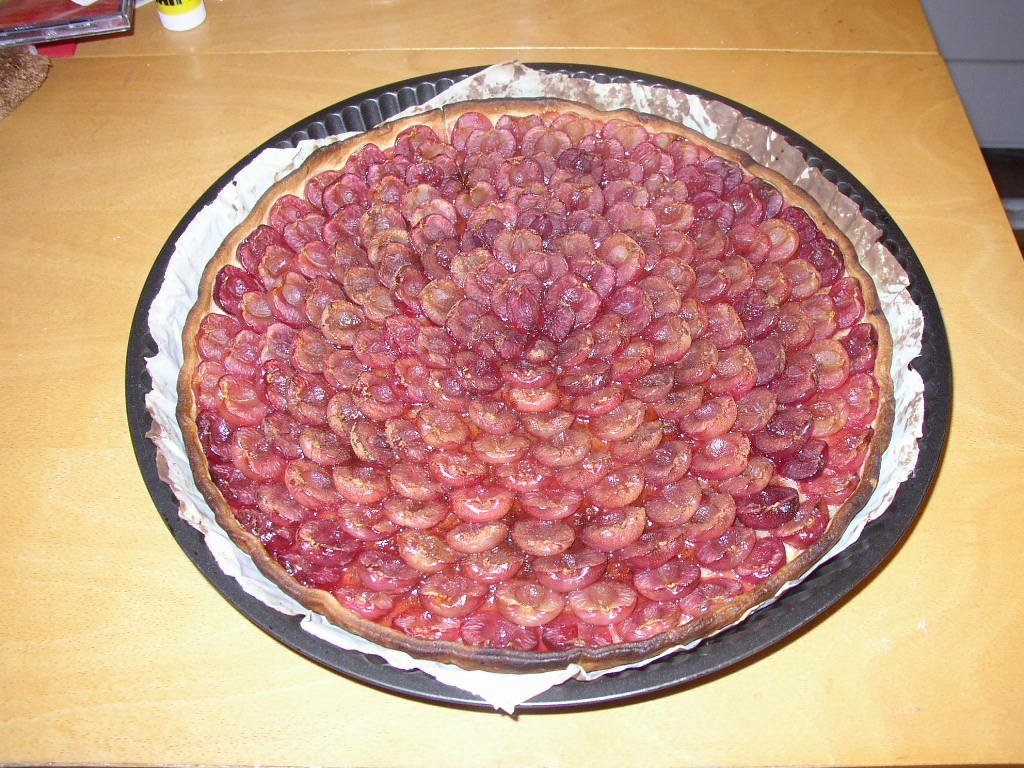
Tarte aux cerises
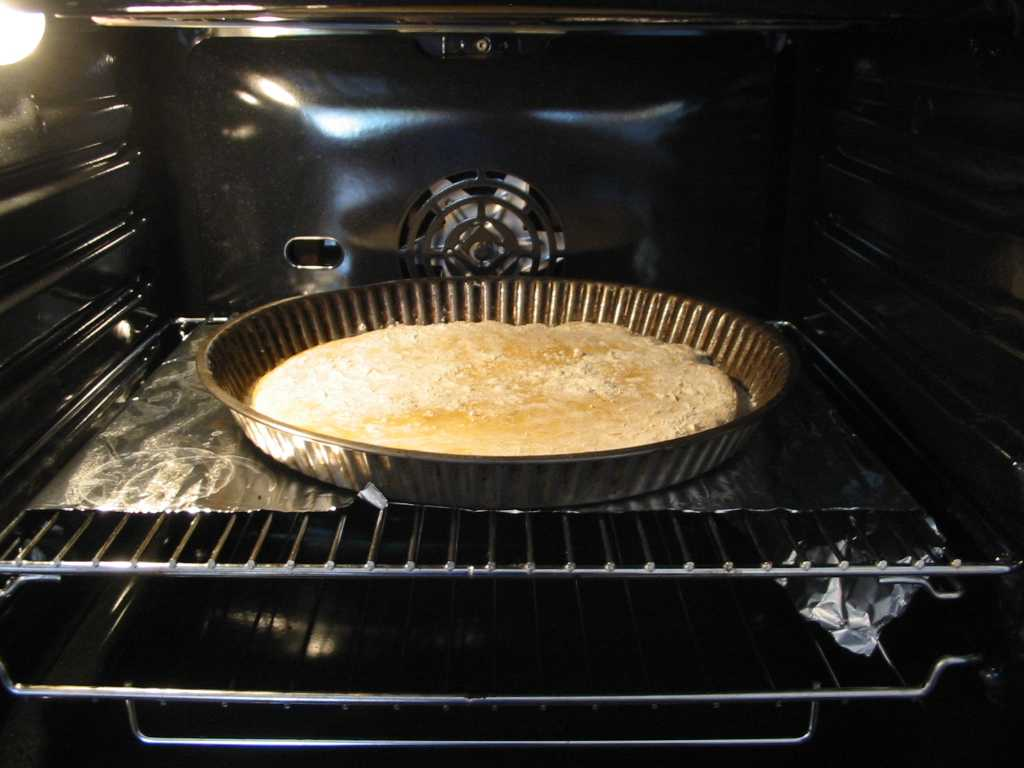
Tarte-Form im Backofen
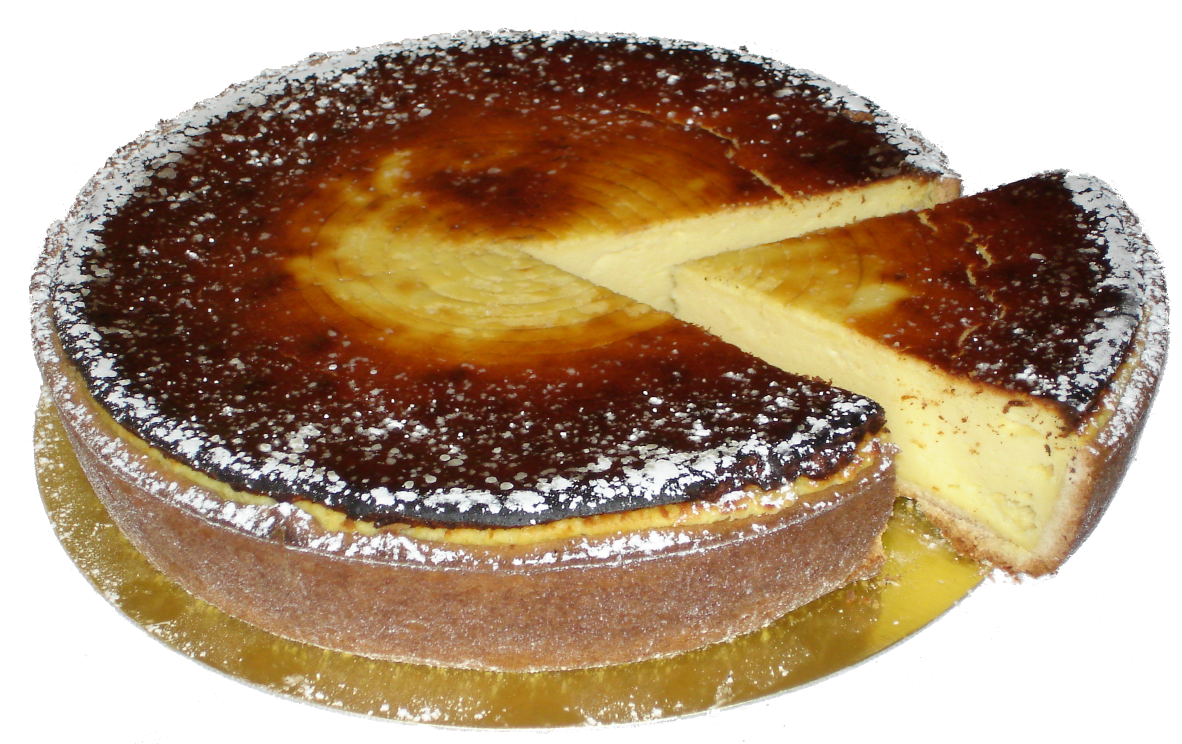
Tarte au fromage blanc
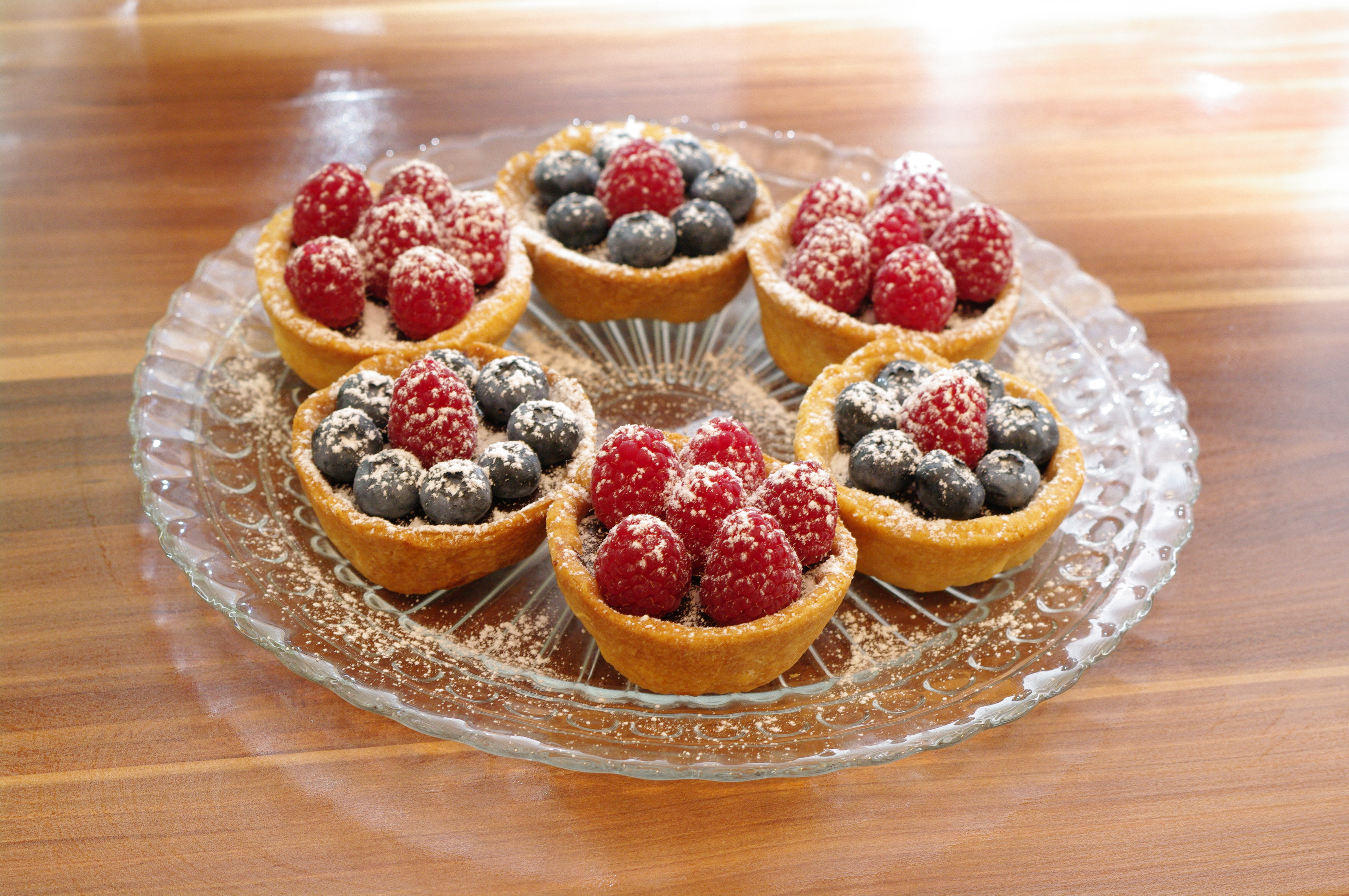
Schokoladen-Tartelettes mit Heidelbeeren und Himbeeren
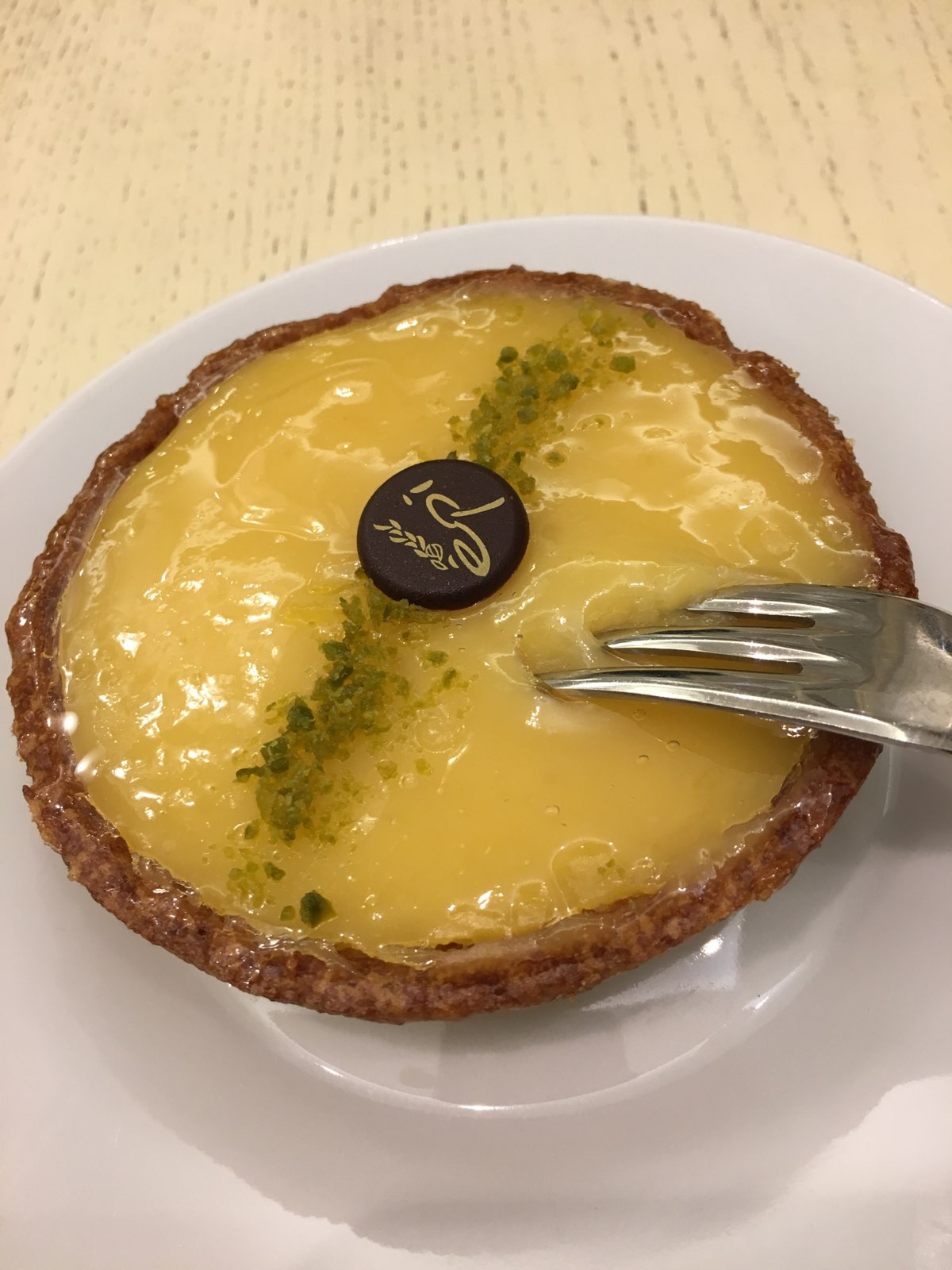
Tarte au Citron
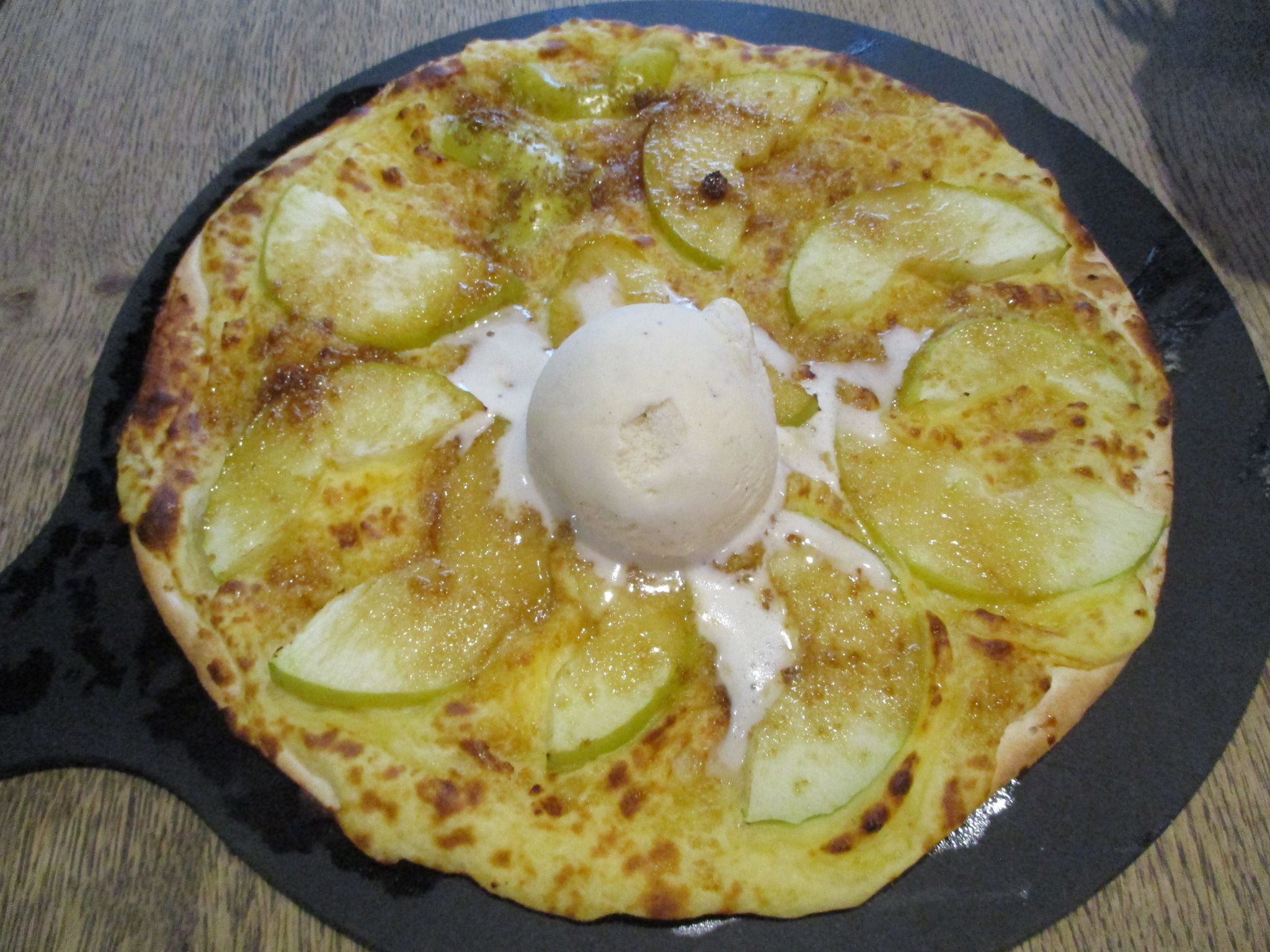
Flambierte Apfeltarte mit Eiskugel
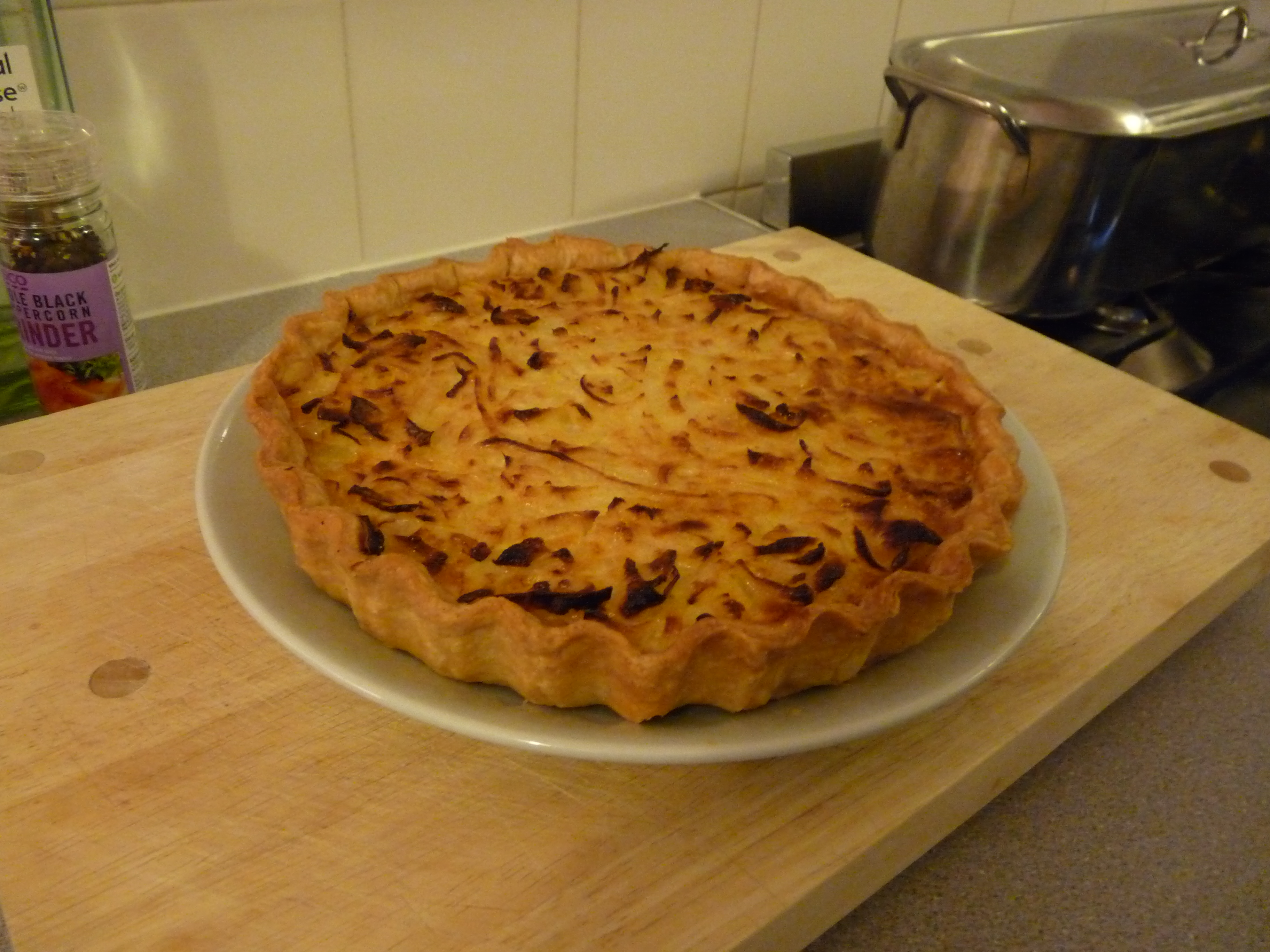
Herzhafte Zwiebeltarte: „Tarte cévenole à l'oignon doux“